# Lomaso
Lomaso es una localidad y ex municipio italiano de la provincia de Trento, región de Trentino-Alto Adigio, con 1.605 habitantes.
A partir del 1 de enero de 2010 se une con Bleggio Inferiore para crear el nuevo municipio de Comano Terme.

## Evolución demográfica
| Gráfica de evolución demográfica de Lomaso entre 1861 y 2001 |
|                                                              |
| Fuente ISTAT - elaboración gráfica de Wikipedia              |